# جيسي وا
جيسي وا (بالإنجليزية: Jesse Waugh)‏ (ولد في 6 مايو، 1974) فنان أمريكي ترتكز أعماله على فن الرسم والسينما والكتابة والموسيقى.

## السيرة الذاتية
ولد وا في بيركيلي يوم 6 مايو، 1974. بدأ وا بالعمل مع مجموعة من وسائل الإعلام والفنون المختلفة. تم تصوير فيلمه إي إل آنجل على هيئة فيلم صامت قديم، يروي ولادة، وذروة وموت لوس آنجلس، معلقاً على كيف أن الجشع يفسد الفن والتجارة. تم عرض الفيلم في مهرجان لوس آنجلس فري ويفز الخامس في عام 1997 (والذي أُقيم في متحف لوس آنجلس للفنون المعاصرة). قضى بعض الوقت في أوروبا، ثم عاد إلى الولايات المتحدة. شارك في معرض جامعة برايتون الخاص بماجستير الفُنون الجميلة في عام 2015.
تم استخدام أفلام وا القصيرة وأعماله المادية لتوضيح المشاريع التعليمية. قام بابتكار الموشورات الفنية والتي ظهرت كمادة تعليمية في وثائقيات بي بي سي لعلم الصواريخ في عام 2009. 

## المعارض

### فيلم
- 1997 - معرض جماعي، إي إل آنجل - مهرجان لوس آنجلس الخامس فري ويفز[3]
- 2003 - عرض فيلم فني، ناني - مركز الدراسات البيئية في جامعة براون في رود ايلاند [8]
- 2008 - عرض فيلم فني، إي إل آنجل وهايدروفوب، جوائز بيل - مدينة نيويورك [9]

### فنون بصرية
- 1997 - معرض فردي - معرض مجاني لا معرض دعارة، لوس آنجلس [10]
- 2015 - معرض جماعي، أخير - جامعة برايتون، إنجلترا، المملكة المتحدة [11]
- 2015 - معرض، فراشات - إينجبورغ فيرلاد، هورن باد ماينبيرغ، ألمانيا [12]
- 2015 - معرض جماعي، بيوني سبلايم، معرض جراند بارادا- برايتون، إنجلترا، المملكة المتحدة [13] [14]

## روابط خارجية
- جيسي وا على موقع IMDb (الإنجليزية)
- جيسي وا على موقع أول ميوزيك (الإنجليزية)

- جيسي وا في قاعدة بيانات الأفلام على الإنترنت
- لوحات جيسي وا 2015 على أرشيف الإنترنت
- ميزة بواسطة ذا نايس نيتش.